# Tapiche (distrito)
Tapiche é um dos dez distritos que formam a Província de Requena, situada no Departamento de Loreto, pertencente a Região Loreto, Peru.

## Transporte
O distrito de Tapiche não é servido pelo sistema de estradas terrestres do Peru.